# Chris Jent
Christopher Matthew « Chris » Jent, né le 11 janvier 1970 à Orange, en Californie, est un joueur et entraîneur américain de basket-ball. Il évolue durant sa carrière au poste d'ailier fort.

## Carrière
Après sa carrière de joueur, Jent devient entraîneur à partir de 2003. Il est entraîneur adjoint aux Cavaliers de Cleveland de 2006 à 2011 où il aide LeBron James à travailler son tir.
En mai 2024, Jent quitte son poste d'entraîneur adjoint des Lakers de Los Angeles pour rejoindre les Hornets de Charlotte en tant qu'adjoint de l'entraîneur Charles Lee.

## Palmarès
- Champion NBA 1994
- Champion des Amériques 1993